# Дуропласт
Дуропласт е вид термореактивна пластмаса, подобна на гетинакс и меламин.

## Употреба
Дуропласт е композитен материал, разработен от източногерманските автомобилни конструктори за направата на части за купета на автомобили. Използван е при производството на каросерии на известната марка коли Трабант, както и на IFA F8 и AWZ P70 ''Zwickau''. Разновидност на дуропласт е използвана и за производство на куфари.

## Свойства
Дуропласт е лек, еластичен и здрав материал. За производството му се използват фенолформалдехидни смоли местно производство и памучни отпадъци от СССР. Формоването се извършва чрез горещо щамповане. Готовите детайли се почистват, грундират и боядисват.
Материалът на практика не корозира (което поставя множество екологични проблеми при рециклирането) и поема сравнително тежки удари без деформации.

## Интересни факти
- Трабант е първият автомобил, в който се използват рециклирани материали (памук).
- В разговорния език често наричат Трабант „картонен“ или „кашон“.